# 韋斯特博克中轉營

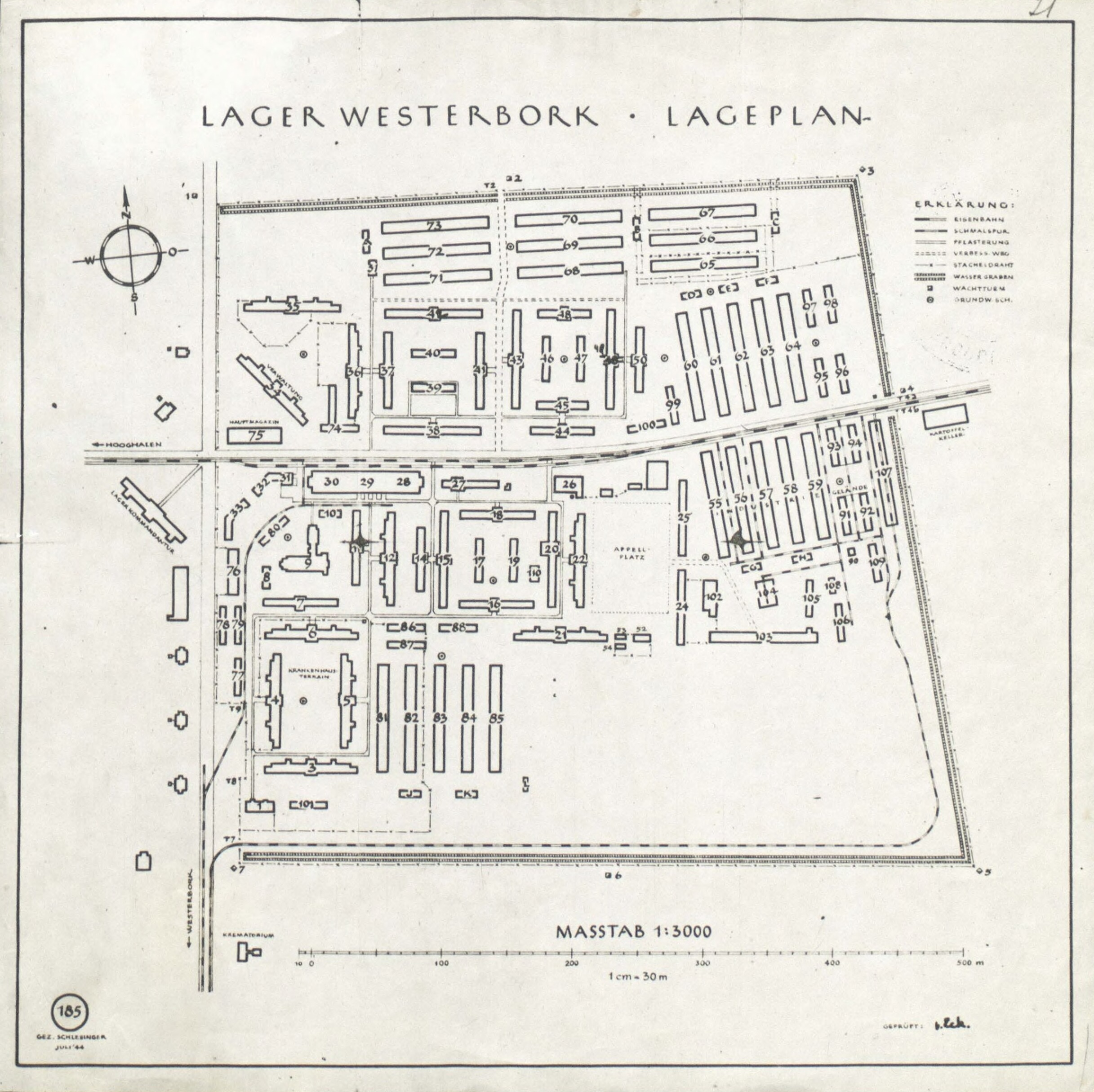
地图

韦斯特博克中转营（荷蘭語：Kamp Westerbork）是二战时期荷兰德伦特省村庄韋斯特博克的一个中转营，面积约1.5平方公里。它由荷兰政府于1939年夏建立，1942年7月启用，用于临时关押将遭遣送的犹太人。
它并不是一个集中营，对待被关押者的态度从纳粹的角度来看是相当人道的。关押在此的犹太人家庭分散于200个小屋里，小屋有两个房间、一个做饭的炉子、一个厕所和一个小院。关押单身犹太人的房子里也有男女分开的厕所。